# スキマスイッチ TOUR 2019-2020 POPMAN'S CARNIVAL vol.2 THE MOVIE
『スキマスイッチ TOUR 2019-2020 POPMAN'S CARNIVAL vol.2 THE MOVIE』は、スキマスイッチのライブBlu-ray、DVD。

## 解説
- 「スキマスイッチ TOUR 2019-2020 POPMAN'S CARNIVAL vol.2」のライブ映像を収録[1]。
- 通常盤・ファンクラブ限定DELUXE盤の2種同時発売[1]。
- 対象のショップでの購入者にはCDショップ特典がプレゼントされた[1]。

## バンドメンバー
| バンドメンバー | バンドメンバー           |
| -------------- | ------------------------ |
| 大橋卓弥       | Vocal, Guitar            |
| 常田真太郎     | Piano, Keyboards, Chorus |
| 村石雅行       | Drums                    |
| 種子田健       | Bass                     |
| 石成正人       | Guitar, Chorus           |
| 浦清英         | Keyboards, Organ         |
| 松本智也       | Percussion, Chorus       |
| 本間将人       | Sax, Chorus              |
| 田中充         | Trumpet, Chorus          |

## 収録曲

### 通常盤・ファンクラブ限定DELUXE盤共通

#### DISC1
- 2019年12月25日に中野サンプラザで開催された追加公演の模様を収録。

1. POPMAN'S CARNIVALのテーマ2
2. ふれて未来を
3. ガラナ
4. Revival
5. アイスクリーム シンドローム
6. スカーレット
7. 青春
8. ズラチナルーカ
9. クリスマスがやってくる
10. Andersen
11. 冬の口笛
12. 星のうつわ
13. キレイだ
14. スフィアの羽根
15. パーリー!パーリー!
16. 全力少年
17. Ah Yeah!!
18. This Christmas(ENCORE)
  - Donny Hathawayの楽曲のカバー。
19. 東京(ENCORE)
20. 奏（かなで）(ENCORE)
21. 常田真太郎 誕生日サプライズ 2020.2.25 (Bonus Movie)
22. 熊本無観客配信ライブ ドキュメンタリー 2020.2.28 (Bonus Movie)

### ファンクラブ限定DELUXE盤のみ

#### DISC2
- 2016年4月15日にファンクラブ会員限定で開催された「Sukimaswitch Official Fanclub DELUXE presents TOUR 2016“POPMAN’S CARNIVAL”Vol.0」の模様を収録。

1. Document
2. LとR
3. 君曜日
4. 僕と傘と日曜日
5. ハナツ
6. LINE
7. Ah Yeah!!
8. ガラナ
9. ユリーカ
10. 全力少年
11. パラボラヴァ(ENCORE)